# Ammothea
Ammothea (лат.) (от др.-греч. ἄμμος «песок» + др.-греч. θεά «богиня») — род морских пауков семейства Ammotheidae.
Длина тела от 0,14 (Ammothea acheliata) до 16,3 (Ammothea adunca) см. Тело более тонкое, чем у Achelia или Tanastylum, без длинных щетинок. Клешни рудиментарные. Место прикрепления коротких двучлениковых хелифор хорошо видно. Педипальпы состоят из девяти сегментов. Хоботок от яйцевидного до продолговато-конического. Боковые отростки ног отстоят друг от друга не менее чем на половину ширины и не имеют высоких дорсодистальных бугорков. Второй членик яйценосных ножек не длиннее четвёртого. Брюшко короткое и тупое. Встречаются в Тихом, Атлантическом и Южном океанах от тропических до полярных вод.

## Классификация
На февраль 2025 года в род включают 39 видов:
1. Ammothea acheliata Child, 1998
2. Ammothea adunca Child, 1994
3. Ammothea allopodes Fry & Hedgpeth, 1969
4. Ammothea antipodensis Clark, 1972
5. Ammothea armentis Child, 1994
6. Ammothea australiensis (Flynn, 1919)
7. Ammothea bentartica Munilla, 2001
8. Ammothea bicorniculata Stiboy-Risch, 1992
9. Ammothea bigibbosa Munilla & Ramos, 2005
10. Ammothea calmani Gordon, 1932
11. Ammothea carolinensis Leach, 1814
12. Ammothea childi Cano & López-González, 2013
13. Ammothea clausi Pfeffer, 1889
14. Ammothea depolaris Stock, 1966
15. Ammothea dorsiplicata (Hilton, 1943)
16. Ammothea gigantea Gordon, 1932
17. Ammothea glacialis (Hodgson, 1907)
18. Ammothea gordonae Child, 1994
19. Ammothea hedgpethi (Utinomi, 1959)
20. Ammothea hesperidensis Munilla, 2000
21. Ammothea hilgendorfi (Böhm, 1879)
22. Ammothea insularis Child, 1992
23. Ammothea longispina Gordon, 1932
24. Ammothea magniceps Thompson, 1884
25. Ammothea makara Clark, 1977
26. Ammothea meridionalis Hodgson, 1914
27. Ammothea minor (Hodgson, 1907)
28. Ammothea ovatoides Stock, 1973
29. Ammothea profunda Losina-Losinsky, 1961
30. Ammothea pseudospinosa Cano & López-González, 2013
31. Ammothea sextarticulata Munilla, 1991
32. Ammothea spicula Nakamura & Child, 1983
33. Ammothea spinosa (Hodgson, 1907)
34. Ammothea striata (Möbius, 1902)
35. Ammothea stylirostris Gordon, 1932
36. Ammothea tetrapora Gordon, 1932
37. Ammothea tibialis Munilla, 2002
38. Ammothea uru Clark, 1977
39. Ammothea victoriae Cano & López-González, 2007